# Osservatorio astronomico nazionale Llano del Hato
L'osservatorio astronomico nazionale del Llano del Hato, comunemente indicato come astrofisico di Mérida o semplicemente osservatorio Llano del Hato (in spagnolo Observatorio Astronómico Nacional de Llano del Hato) è un osservatorio astronomico situato nel campus della città di Apartaderos, nello Stato Mérida in Venezuela, ad un'altezza di 3.600 metri, quota che lo rende uno degli osservatori situati a maggiore altitudine del mondo. L'osservatorio è gestito dal Centro di ricerca per l'astronomia, che è anche l'ente responsabile delle ricerche. L'osservatorio si compone di quattro cupole, ognuna con un telescopio, di un museo, e di residenze per gli scienziati. È il maggiore osservatorio del Venezuela e il più grande tra quelli operanti lungo l'equatore; grazie alla sua posizione ha la possibilità di osservare oggetti in entrambi gli emisferi celesti.

## Storia
Negli anni 50 del secolo XX, l'astronomia che si realizzava nel paese si restringeva alle osservazioni che si realizzavano a Caracas nell'osservatorio Cagigal fondato nel 1888, il cui direttore era Eduardo Röhl. Röhl si recò in  Germania per acquisire nuova strumentazione: un telescopio Schmidt, un doppio astrografo, un circolo meridiano, due telescopi fotozenitali, uno strumento soprannominato di passaggio, strumenti prodotti dalla ditta Askania. Si 
richiedeva anche un telescopio riflettore ed un telescopio rifrattore della ditta Zeiss. Si commissiona in Germania anche la costruzione delle cupole, il progetto e la costruzione degli edifici è affidato ad architetti tedeschi. Come conseguenza dei cambiamenti politici alla fine del decennio con la morte del Dr. Röhl il progetto si paralizza.
Negli anni 1960  una commissione presieduta dal fisico e matematico Francisco J. Duarte si incarica del progetto. Già parte della strumentazione era arrivata dal Venezuela. Ma si presentavano nuovi problemi con l'ubicazione degli strumenti poiché la città di Caracas era eccessivamente luminosa. Nel 1962 si conclude che la migliore zona era la regione andina vicino alla città di Mérida.
Negli anni seguenti alcuni strumenti astronomici minori vennero installati nell'osservatorio Cagigal, mentre il resto di essi rimase immagazzinato fino all'anno 1971, quando furono trasportati a Mérida per la riparazione ed assemblaggio delle cupole. In questo periodo ingegneri dell'Università delle Ande selezionarono un'area vicino al paese di Hato del Llano per la costruzione degli osservatori.
Nel dicembre del 1975 avvenne un fatto di vitale importanza nella storia dell'osservatorio, poiché per decreto presidenziale, viene istituita la Fondazione Centro di Investigazioni di Astronomía "Francisco J. Duarte" (CIDA).

## Attrezzature
- Telescopio gran rifrattore[5]: il suo obiettivo è costituito da un doppietto acromatico di 650 millimetri di diametro e la sua distanza focale è di 10,5 metri.
- Telescopio riflettore[6]: il suo obiettivo è costituito da uno specchio primario di 1 metro di diametro ed una distanza focale di 5 metri. Il secondo specchio convesso accresce la distanza focale effettiva a 20 metri aumentando la risoluzione dell'immagine di circa 4 volte.
- Telescopio fotografico Schmidt[7]: la sua configurazione ottica usa una lente correttiva di 1 metro di diametro ed uno specchio concavo sferico come obiettivo.
- Telescopio astrografico doppio[8]: consiste di due riflettori gemelli ottimizzati per operare uno in luce azzurra e l'altro in luce rossa ed è utilizzato per determinare posizioni e movimenti stellari con gran precisione.
- CCD´S[9]: La camera YIC consiste di una sistemazione di 16 CCD´s di 2048 x 2048 pixel per un totale di 67 megapixel, essendo questa una delle camere più grandi esistenti nel mondo per uso in astronomia.

## Galleria d'immagini
| Telescopi dell'osservatorio astronomico nazionale de Llano del Hato |  |  |
|                                                                     |  |  |
|                                                                     |  |  |